# Gunborg Wendel-Pettersson
Gunborg Elisabet Wendel-Pettersson, född 21 februari 1891 i Göteborg, död där 10 januari 1988, var en svensk  målare och tecknare.
Wendel-Pettersson studerade i unga år vid Slöjdföreningens skola i Göteborg samt genom självstudier under resor till bland annat Grekland och Italien. Separat ställde hon ut på Galerie Chrestinæ i Göteborg 1962 och hon medverkade i ett flertal samlingsutställningar. Hennes konst består av figurer och landskapsskildringar utförda i olja eller akvarell.  